# Aphyosemion wildekampi
Aphyosemion wildekampi és una espècie de peix de la família dels aploquílids i de l'ordre dels ciprinodontiformes.

## Morfologia
Els mascles poden assolir els 5 cm de longitud total.

## Distribució geogràfica
Es troba a Àfrica: Camerun, República Centreafricana i República del Congo.